# Rosalie Wunderlich
Rosalie Auguste Emma Wunderlich (* 10. September 1907 in Wien; † 18. Dezember 1990 in Wien) war eine österreichische Botanikerin und Embryologin an der Universität Wien.

## Leben
Rosalie Wunderlich wurde am 10. September 1907 in Wien geboren. Sie legte 1926 an der Lehrerinnenbildungsanstalt in Wien die Matura ab und studierte nach Ablegung der Ergänzungsmatura Botanik an der Universität Wien. Sie wurde am Botanischen Institut der Universität Wien Dissertantin und enge Mitarbeiterin von Karl Schnarf.
Sie schloss zwar ihre Dissertation ab, meldete sich jedoch nicht zur Prüfung, da sie schon zuvor aus finanziellen Gründen wieder ihren Beruf als Volks- bzw. Sonderschullehrerin ausübte. Daneben blieb sie jedoch bis zu ihrem Tod freie Mitarbeiterin am Botanischen Institut der Universität Wien.
Neben der praktischen Forschungsarbeit bearbeitete sie die Systematische Embryologie durch gründliche Literaturstudien und eigene Publikationen.
Dank ihres Spezialwissens gelang es ihr, die Motivation von Gregor Mendel zur Durchführung seiner Kreuzungsexperimente aufzuklären. Sie fand den Schlüssel hierzu in einer Fußnote seines Forschungsberichtes.

## Publikationen
- Vergleichende Untersuchungen von Pollenkörnern einiger Liliaceen und Amaryllidaceen, Oesterr. Bot. Z. 85: 30-55 (1936).
- Zur vergleichenden Embryologie der Liliaceae-Scilloideae. Flora 132: 48-90(1937).
- Ein künstlich bestäubter Fruchtknoten von Yucca filamentosa. Oesterr. Bot. Z. 87: 109-113 (1938).
- Schnarf. K, & Wunderlich, R.: Zur vergleichenden Embryologie der Liliaceae-Asphodeloideae. Flora 133: 297-327 (1939).
- Die Agavaceae HUTCHINSONs im Lichte ihrer Embryologie, ihres Gynözeum-, Staubblatt- und Blattbaues. Oesterr. Bot. Z. 97: 437-502 (1950).
- Über das Antherentapetum mit besonderer Berücksichtigung seiner Kernzahl. Oesterr. Bot. Z. 101: 1-63 (1954).
- Zur Frage der Phylogenie der Endospermtypen bei den Angiospermen. Oesterr. Bot.Z. 106:203-293 (1959).
- The Pogostemoneae - a debatable group of Labiatae. J. Indian Bot. Soc. 42 A, Maheshwari Commem, vol.: 321-330 (1963).
- Zur Deutung der eigenartigen Embryoentwicklung von Paeonia. Oesterr. Bot. Z. 113: 395-407 (1966).
- Ein Vorschlag zu einer natürlichen Gliederung der Labiaten auf Grund der Pollenkörner, der Samenentwicklung und des reifen Samens. Oesterr. Bot. Z. 114: 383-483 (1967).
- Some remarks on the taxonomic significance of the seed coat. Phytomorphology 17: 301-311 (1968).
- Die systematische Stellung von Theligonum. Oesterr. Bot. Z. 119: 329-394 (1971).
- Der wissenschaftliche Streit über die Entstehung des Embryos der Blütenpflanzen im zweiten Viertel des 19. Jahrhunderts (bis 1856) und MENDELS "Versuche über Pflanzenhybriden". Acta Musei Moraviae, Sci. nat., 67 (Folia Mendeliana 17): 225-242 (1982).
- The scientific controversy about the origin of the embryo of phanerogams in the second quarter of the 19th Century (up to 1856) and MENDEL's "Versuche über Pflanzenhybriden". In: Gregor MENDEL and the Foundation of Genetics (eds. V. Orel and A. Matalova), proceedings of the symposium "The past, present and future of geneties" held in Kuparovice, Czechoslovakia, August 26-28, 1982, pp. 229-235. Brno (1983).
- Zur Frage nach der systematischen Stellung der Limnanthaceae. Ein Vergleich mit den Boraginaceae s. str. (Boraginoideae sensu GÜRKE 1897), ausgehend von der Embryologie. Stapfia (Linz) 25: 1-59 (1991).